# Troup County
Troup County är ett administrativt område i delstaten Georgia, USA, med 67 044 invånare. Den administrativa huvudorten (county seat) är LaGrange. 

## Geografi
Enligt United States Census Bureau har countyt en total area på 1 155 km². 1 072 km² av den arean är land och 83 km² är vatten.

### Angränsande countyn
- Coweta County - nordost
- Meriwether County - öst
- Harris County - syd
- Chambers County, Alabama - sydväst
- Randolph County, Alabama - nordväst
- Heard County - nord-nordväst